# Chapel Hill (Caroline du Nord)
Pour les articles homonymes, voir Chapel Hill.
Chapel Hill est une ville universitaire de l'État de Caroline du Nord, aux États-Unis. Située à la limite de l'agglomération de Raleigh-Durham, Chapel Hill abrite le campus principal de l'Université de Caroline du Nord, un des établissements publics les plus prestigieux et les plus sélectifs du pays, renommé entre autres pour y avoir eu dans son université le célèbre joueur de basket Michael Jordan.
Le campus, verdoyant et très soigné, est noté pour ses valeurs progressistes au cœur d'une région plutôt conservatrice. L'Université de Caroline du Nord accueille des étudiants de tous les États-Unis et de nombreux pays du monde. La ville de Chapel Hill, en dépit de sa population de 57 233 habitants, reste animée et possède des avantages culturels importants.

## Sport
La ville possède un stade, le Fetzer Field, qui accueille les matchs de soccer et de crosse de l'équipe universitaire des Tar Heels de la Caroline du Nord.

## Gouvernement
Chapel Hill utilise un Gouvernement à gérance municipale. La ville élit huit membres au conseil municipal.

## Démographie
| Groupe            | Chapel Hill | Caroline du Nord | États-Unis |
| ----------------- | ----------- | ---------------- | ---------- |
| Blancs            | 72,8        | 68,5             | 72,4       |
| Asiatiques        | 11,9        | 2,2              | 4,8        |
| Afro-Américains   | 9,7         | 21,5             | 12,6       |
| Métis             | 7,7         | 2,2              | 2,9        |
| Autres            | 2,7         | 4,4              | 6,4        |
| Amérindiens       | 0,3         | 1,3              | 0,9        |
| Total             | 100         | 100              | 100        |
|                   |             |                  |            |
| Latino-Américains | 6,4         | 8,4              | 16,7       |

Selon l'American Community Survey, pour la période 2011-2015, 79,08 % de la population âgée de plus de 5 ans déclare parler anglais à la maison, alors que 5,63 % déclare parler l'espagnol, 4,79 % une langue chinoise, 1,73 % le coréen, 1,08 % le français, 0,82 % l'allemand, 0,65 % le russe, 0,52 % l'hindi et 5,70 % une autre langue.
| 1880 | 1890  | 1900  | 1910  | 1920  | 1930  |
| ---- | ----- | ----- | ----- | ----- | ----- |
| 831  | 1 017 | 1 099 | 1 149 | 1 483 | 2 699 |

| 1940  | 1950  | 1960   | 1970   | 1980   | 1990   |
| ----- | ----- | ------ | ------ | ------ | ------ |
| 3 654 | 9 177 | 12 573 | 26 199 | 32 421 | 38 719 |

| 2000   | 2010   | - | - | - | - |
| ------ | ------ | - | - | - | - |
| 48 715 | 57 233 | - | - | - | - |

## Personnalités liées à la ville

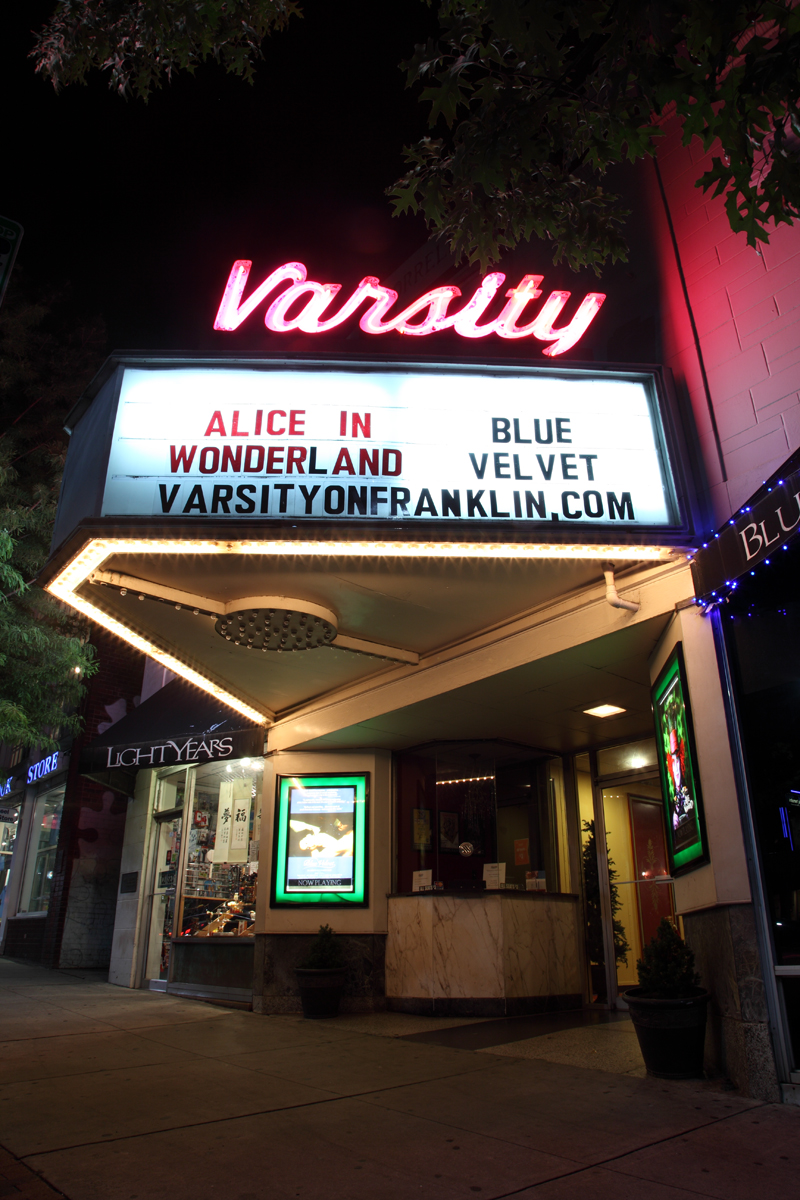
Chapel Hill

- Mandolin Orange, groupe de folk américain fondé en 2009.
- Porter Robinson, DJ et producteur de musique électronique depuis 2010.
- Andrea Long Chu (1992 - ), critique littéraire récipiendaire du prix Pulitzer en 2023 est née à Chapel Hill
- Jack Hogan (1929-2023), pilote et acteur acteur hollywoodien de séries télévisées y est né.
- Michael Jordan (1963 - ), y est membre des Tar Heels de la Caroline du Nord